# Villejuif – Léo Lagrange (stanice metra v Paříži)
Villejuif – Léo Lagrange je nepřestupní stanice pařížského metra na jižní větvi linky 7. Leží mimo území Paříže ve městě Villejuif pod Avenue de Paris.

## Historie
Stanice byla otevřena 28. února 1985 při prodloužení jižní větve od stanice Le Kremlin-Bicêtre do Villejuif – Louis Aragon.
U příležitosti 100. výročí pařížského metra byla stanice vyzdobena motivy sportu. Na stěnách jsou proto umístěny fotografie, příběhy a rekordy významných sportovců v historii sportu.

## Název
Jméno stanice se skládá ze dvou částí. Villejuif podle města, ve kterém se nachází. Léo Lagrange je jméno právníka, který žil v letech 1900–1940.

## Vstupy
Vchody do stanice jsou umístěné na Avenue de Paris. Ve vestibulu stanice je prodejna jízdenek umístěna na pravé straně, vlevo jsou veřejné telefony, kabina na fotografie a automat na kondomy.
Po průchodu turnikety je nástupiště ve směru Villejuif – Louis Aragon napravo, nástupiště pro směr La Courneuve – 8 Mai 1945 vlevo.
Stanice má eskalátor z nástupiště ve směru na Villejuif – Louis Aragon vedoucí přímo na povrch.